# 涂永录
涂永录（1958年4月—）是浙江省建德市出身的画家。早年毕业于浙江师范大学艺术系，重要擅长水墨画、水彩画、简笔画等作品的创作。现为中国美术教育研究会会员，浙江省美术协会会员，建德市美术家协会副主席兼秘书长。
现有百幅绘画作品在国内外参展并获奖，还在国内出版了不少美术大辞典或书画集等书籍，荣获美术教育家等画家的一致好评。

## 登刊杂志
- 人民教育
- 中国教育报
- 美术报

## 出版书籍
- 课堂简笔画
- 儿童简笔画技巧
- 简笔画 技法与运用
- 简笔画 人物画法
- 简笔画 动物画法
- 简笔画 风景静物画法

## 参看条目
- 画家列表